# Eru Ilúvatar
Dans l’œuvre de J. R. R. Tolkien, Ilúvatar (« père de tout », Dieu), également appelé Eru (« l’Un »), est le créateur d’Eä. L’auteur ne le considère pas comme une divinité de son invention, mais plutôt comme une représentation du Dieu chrétien.

## Histoire
Ilúvatar est le dieu créateur, qui demeure dans les Salles intemporelles. Il crée les Ainur avec la Flamme Impérissable. Il leur ouvre une partie de son esprit et en révèle à chacun une partie. Puis, alors qu’ils chantent les grands thèmes de l’Ainulindalë (« Musique des Ainur », en quenya), il leur donne trois grands thèmes reflétant l’avenir, notamment la création d’Arda, la Terre. À la fin du chant, Ilúvatar donne naissance au monde qui a été entrevu, et certains des Ainur y descendent pour accomplir leur chant.
Cependant, Ilúvatar ne révèle pas certaines choses aux Ainur : la création des Elfes et des Hommes, la destinée des Hommes, la fin du monde. Ceci est notamment l’objet de récits du Silmarillion.
Dans l’histoire d’Eä, Ilúvatar n’est intervenu que trois fois. La première fut pour sanctifier la création des Nains par Aulë. La seconde pour modifier la morphologie d’Arda à la demande de Manwë, quand les Númenóréens accostèrent à Aman à la fin du Second Âge : il arracha Valinor à Arda et submergea Númenor, l’île des Hommes rebelles. La troisième fois, enfin, fut pour ressusciter Olórin (ayant péri contre le Fléau de Durin) et le renvoyer achever sa tâche en Terre du Milieu sous une nouvelle forme : Gandalf le Blanc.
Mais, selon Tolkien, Ilúvatar serait intervenu une quatrième fois : ce serait par son intervention que Gollum chuta au cœur du  Mont du Destin, détruisant ainsi l'Anneau Unique.

## Concept et création
Dans les premières versions du légendaire, « Ilúvatar » était censé signifier « père du ciel », la racine il renvoyant au ciel, mais cette étymologie fut changée par la suite. Ilúvatar est aussi le seul nom utilisé dans les premières versions, « Eru » apparaissant pour la première fois dans The Annals of Aman.

## Critique et analyse
Le titre « Père de tout » est donné à Odin dans la mythologie nordique. Néanmoins, dans ce patronyme, Tolkien fait bien référence au Dieu des Chrétiens. Tolkien étant catholique pratiquant, il a construit toute son oeuvre comme une narration imagée de la foi chrétienne.